# Dorsheim
Dorsheim là một đô thị thuộc huyện Bad Kreuznach bang Rheinland-Pfalz, phía tây nước Đức. Đô thị Dorsheim có diện tích 2,22 km². Đô thị Dorsheim nằm ở phía tây của thung lũng Trollbach.